# Disgenesia gonadica mista
La disgenesia gonadica mista, tecnicamente nota come mosaicismo 45, X / 46, XY o mosaicismo X0 / XY è una malattia rara dello sviluppo sessuale nell'uomo associata ad aneuploidia del cromosoma sessuale e mosaicismo del cromosoma Y. Questo è chiamato un cariotipo a mosaico perché, come le piastrelle nei pavimenti o nelle pareti a mosaico, esiste più di un tipo di cellula.
Le manifestazioni cliniche sono molto variabili, che vanno dalla virilizzazione parziale e genitali ambigui alla nascita, a pazienti con gonadi completamente maschili o femminili. La maggior parte delle persone con questo cariotipo ha genitali maschili apparentemente normali e una minoranza con genitali femminili, con un numero significativo di individui che mostrano anomalie genitali o caratteristiche intersessuali. Un numero significativamente più alto del normale di altre anomalie dello sviluppo si trova anche in soggetti con mosaicismo X0 / XY. Lo sviluppo psicomotorio è normale.

## Segni e sintomi
Sebbene in qualche modo simili al vero ermafroditismo, le condizioni possono essere distinte istologicamente e dal cariotipo. Le caratteristiche osservabili (fenotipo) di questa condizione sono altamente variabili: vanno dalla disgenesi gonadica nei maschi, a femmine con un fenotipo simile alla sindrome di Turner e a maschi fenotipicamente normali. L'espressione fenotipica può essere ambigua, intersessuale o maschile o femminile a seconda dell'entità del mosaicismo. La presentazione più comune del cariotipo 45, X / 46, XY è un maschio fenotipicamente normale, al secondo posto l'ambiguità genitale.
Esiste una gamma di anomalie cromosomiche nell'ambito di 45, X / 46, XY in cui le variazioni sono molto complesse e il risultato effettivo negli individui spesso non è un quadro semplice. La maggior parte dei pazienti con questo cariotipo sono noti per avere un'istologia anomala delle gonadi e altezza notevolmente al di sotto del loro potenziale genetico. Livelli elevati di gonadotropina sono stati descritti sia in pazienti maschi che femmine, nonché bassi livelli di testosterone in pazienti maschi. La perdita di dosaggio del gene SHOX è comunemente associata a bassa statura. Lo sviluppo psicomotorio è normale.
Poiché le gonadi potrebbero non essere simmetriche, anche lo sviluppo del dotto di Müller e del dotto di Wolff può essere asimmetrico. A causa della presenza di tessuto gonadico disgenetico e materiale cromosomico Y, esiste un alto rischio di sviluppo di un gonadoblastoma.

## Eziologia
In una situazione normale, tutte le cellule di un individuo avranno 46 cromosomi, con un cromosoma sessuale X e uno Y, o con due X. Tuttavia, a volte durante il complesso processo di replicazione precoce (replicazione del DNA e divisione cellulare), si può perdere un cromosoma. In 45, X / 46, XY, la maggior parte o tutto il cromosoma Y viene perso in una delle cellule appena create. A tutte le cellule prodotte da questa cellula mancherà il cromosoma Y. Tutte le cellule create dalle cellule che non hanno perso il cromosoma Y saranno XY. Le 46 cellule XY continueranno a moltiplicarsi contemporaneamente alle cellule 45 X. L'embrione, quindi il feto e poi il bambino avranno quella che viene chiamata costituzione 45, X / 46, XY. Questo è chiamato un cariotipo a mosaico perché esiste più di un tipo di cellula.
Esistono molte variazioni cromosomiche che causano il cariotipo 45, X / 46, XY, tra cui malformazione (isodicentricismo) dei cromosomi Y, delezioni del cromosoma Y o traslocazioni di segmenti del cromosoma Y. Questi riarrangiamenti del cromosoma Y possono portare a un'espressione parziale del gene SRY che può portare a genitali anormali e anomali livelli di testosterone.

## Diagnosi
L'identificazione del cariotipo 45, X / 46, XY ha implicazioni cliniche significative a causa di effetti noti sulla crescita, sull'equilibrio ormonale, sullo sviluppo gonadico e sull'istologia. Il 45, X / 46, XY viene diagnosticato esaminando i cromosomi in un campione di sangue.
L'età della diagnosi varia a seconda delle manifestazioni della malattia che inducono la ragione del test citogenetico . Molti pazienti vengono diagnosticati in epoca prenatale a causa di fattori fetali (aumento della piega nucale o livelli anormali di siero), età materna o anomalie ecografiche, mentre altri verranno diagnosticati in età postnatale a causa di malformazioni genitali esterne. Non è raro che i pazienti ricevano la diagnosi più tardi nella vita a causa della bassa statura o della pubertà ritardata o di una combinazione di entrambi.
Il mosaicismo 45, X / 46, XY può essere rilevato prenatalmente attraverso l'amniocentesi, tuttavia, è stato determinato che la proporzione di cellule 45, X nel liquido amniotico non è in grado di prevedere alcun esito fenotipico, rendendo spesso difficile la consulenza genetica prenatale.